# إيكاريا
إيكاريا هي جزيرة في اليونان في بحر إيجة تقع جنوب غرب جزيرة ساموس ب10 ميل بحري (19 كم). إداريا، تشكل إيكاريا بلدية منفصلة ضمن الوحدة المحلية لإيكاريا وجزء من منطقة شمال إيجة.

## جغرافيا

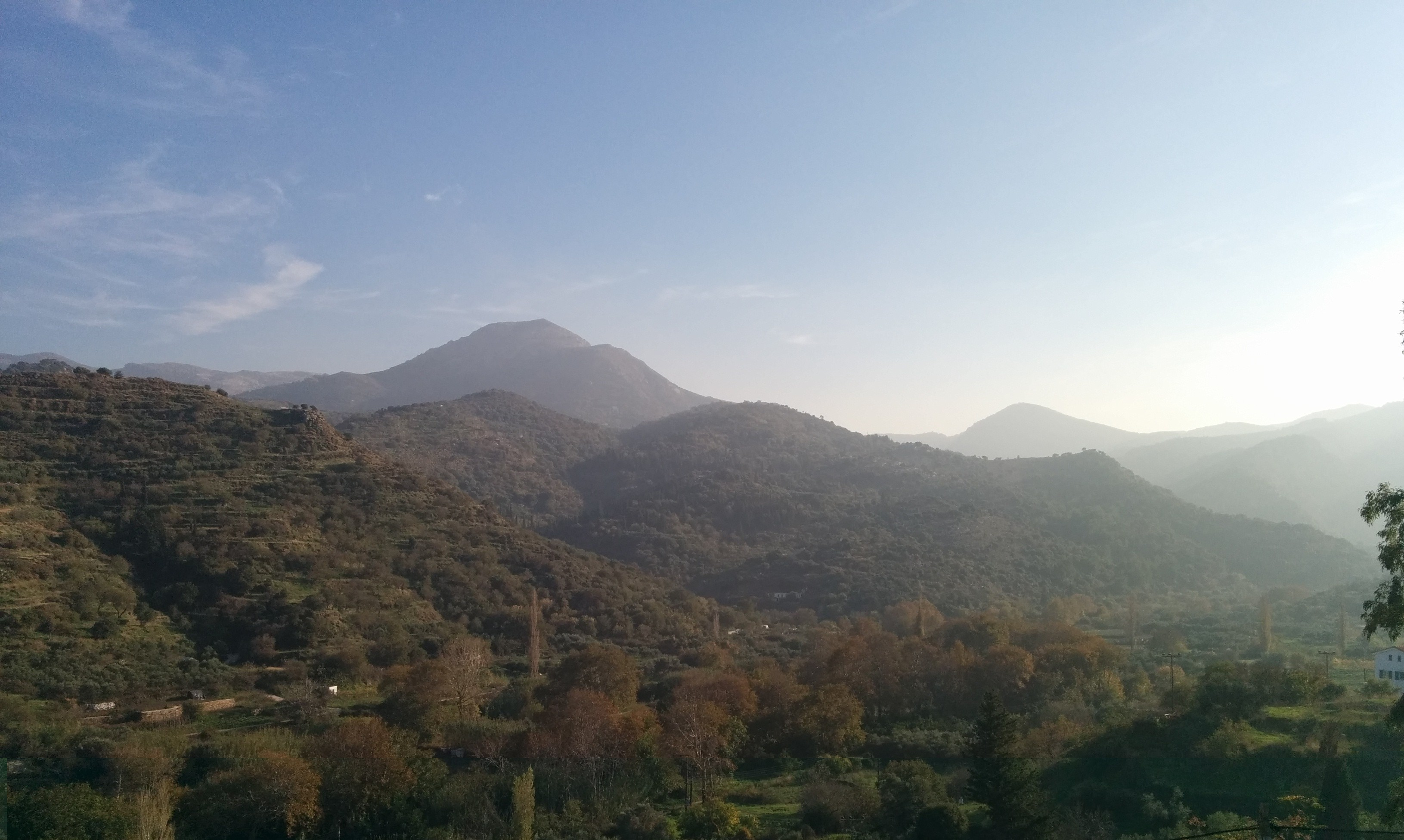
مشهد من سلسلة الجبال في إيكاريا

هي واحدة من الجزر المتوسطة في جنوب بحر إيجه وبمساحة 255.303 كيلومتر مربع (98.573 ميل مربع) وطول الساحل 102 ميل (164 كيلو متر) وبتعداد سكاني 8,312 نسمة. تختلف الطوبوغرافيا بين المنحدرات الخضراء والمنحدرات الصخرية القاحلة. يغلب على الجزيرة الجبال وتصل أعلى قمة فيها إلى 1,037 متر (3,402 قدم). تتوجد القرى في الوديان قرب الساحل والقليل منهم في الجبال.

## وصلات إضافية
- "The Island Where People Forget to Die" by Dan Buettner, نيويورك تايمز, October 24, 2012
- "Island of Youth"
- "Ikaria Island: Explore and Experience" by Charlene Caprio and Lefteris Tsouris (Wooden Hull Press, 2015)
- "THE EGG - Venue for Workshops, Retreats, Seminars"
- "Ikarianna, Alternative Holiday Experiences"

## أعلام
- إيكاروس